# Droga wojewódzka 594
Die Droga wojewódzka 594 (DW 594) ist eine Woiwodschaftsstraße in Polen. Auf einer Länge von 37,5 Kilometern verläuft sie in West-Ost-Richtung innerhalb der Woiwodschaft Ermland-Masuren und verbindet die Städte Bisztynek (deutsch Bischofstein), Reszel (Rößel) und Kętrzyn (Rastenburg) miteinander. Außerdem stellt sie eine Verbindung dar zwischen der Region Kętrzyn und der wichtigen Nord-Süd-Achse Landesstraße 57 sowie zwischen den Woiwodschaftsstraßen 590, 591, 592 und 593.

## Ortschaften an der DW 594
Woiwodschaft Ermland-Masuren:
Powiat Bartoszycki (ehemals: Kreis Rößel)
- Bisztynek (Bischofstein) (→ DK 57: Bartoszyce ↔ Biskupiec–Szczytno–Kleszewo)
- Sątopy (Santoppen)
- Niski Młyn (Niedermühl)
- Troksy (Truchsen)
Powiat Kętrzyński
- Czarnowiec (Schwarzenberg)
- Reszel (Rößel) (→ DW 590: Barciany ↔ Biskupiec)

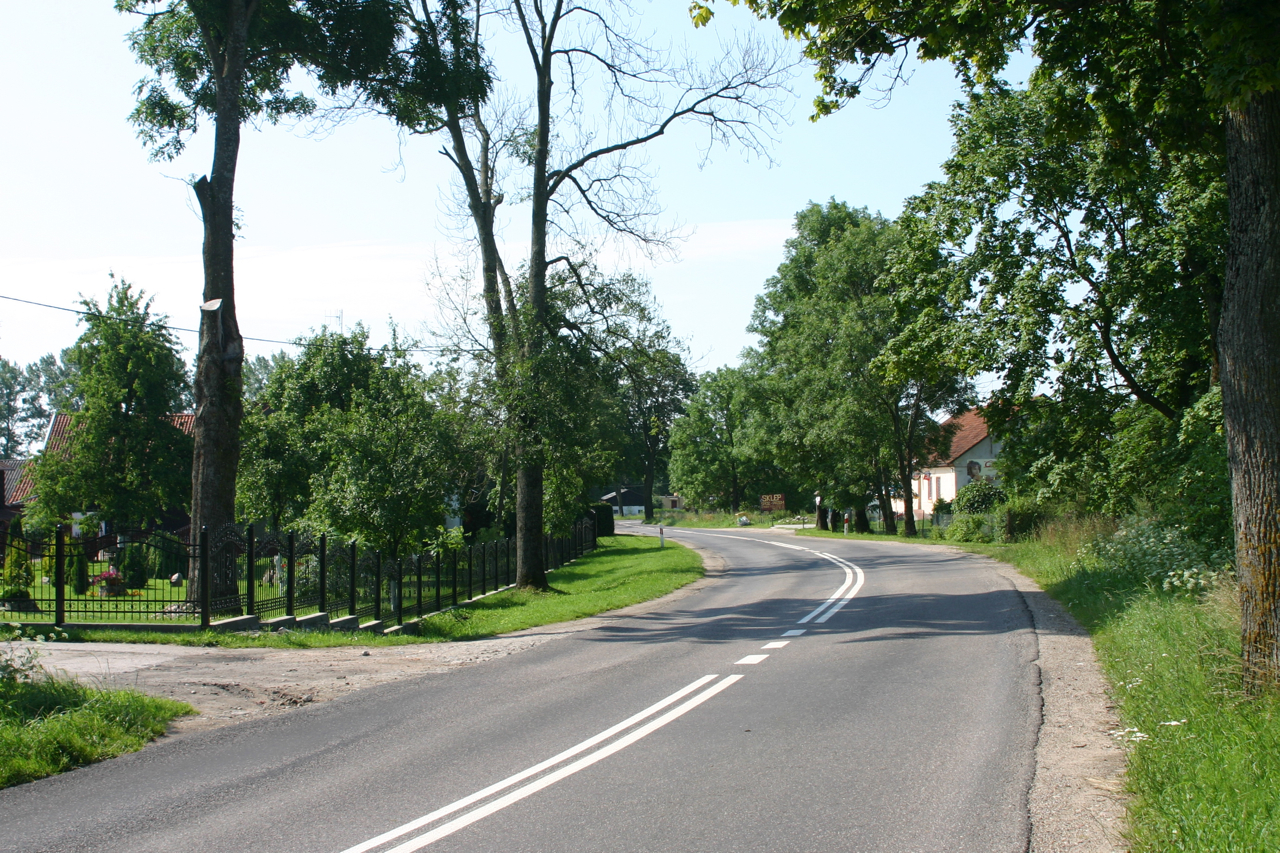
Die DW 594 in der Ortsdurchfahrt Pieckowo

- Robawy (Robawen/Robaben) (→ DW 593: → Dobre Miasto–Miłakowo)
- Ramty (Ramten)
(ehemals: Kreis Rastenburg)
- Święta Lipka (Heiligelinde)
- Pieckowo (Pötschendorf)
- Pudwągi (Posewangen)
- Biedaszki (Groß Neuhof)
- Trzy Lipy (Rasthöhe)
- Kętrzyn (Rastenburg) (→ DW 591: (Russland–) Michałkowo–Barciany ↔ Mrągowo) und (→ DW 592: Bartoszyce–Łankiejmy ↔ Giżycko)